# Tchatcha (alcool)
Pour les articles homonymes, voir Chacha.
Le tchatcha (en géorgien : ჭაჭა [tʃ'ɑtʃ'ɑ]) ou « chacha » (selon la transcription anglaise) est une boisson alcoolisée géorgienne traditionnelle à base de raisin, comparable à un marc. Sa teneur en alcool va de 40 % pour les produits commerciaux à 65 % pour la fabrication maison.

## Appellation
Le terme « tchatcha » est utilisé en Géorgie pour désigner le distillat de marc de raisin. Par métonymie le terme est aussi appliqué à des alcools à base de raisins non mûrs ou sauvages. D’autres fruits communs ou des herbes peuvent être utilisés : figues, mandarines, oranges, mûres ou estragon.
Le tchatcha est parfois désigné comme une « vodka géorgienne » ou « vodka de vin » et comparé à cette autre boisson alcoolisée, ou à la grappa italienne.

## Histoire
Le tchatcha est fabriqué pour la première fois au XVe siècle, puis il s'intègre progressivement à la gastronomie géorgienne et jusqu'aux traditions culturelles locales.

## Fabrication

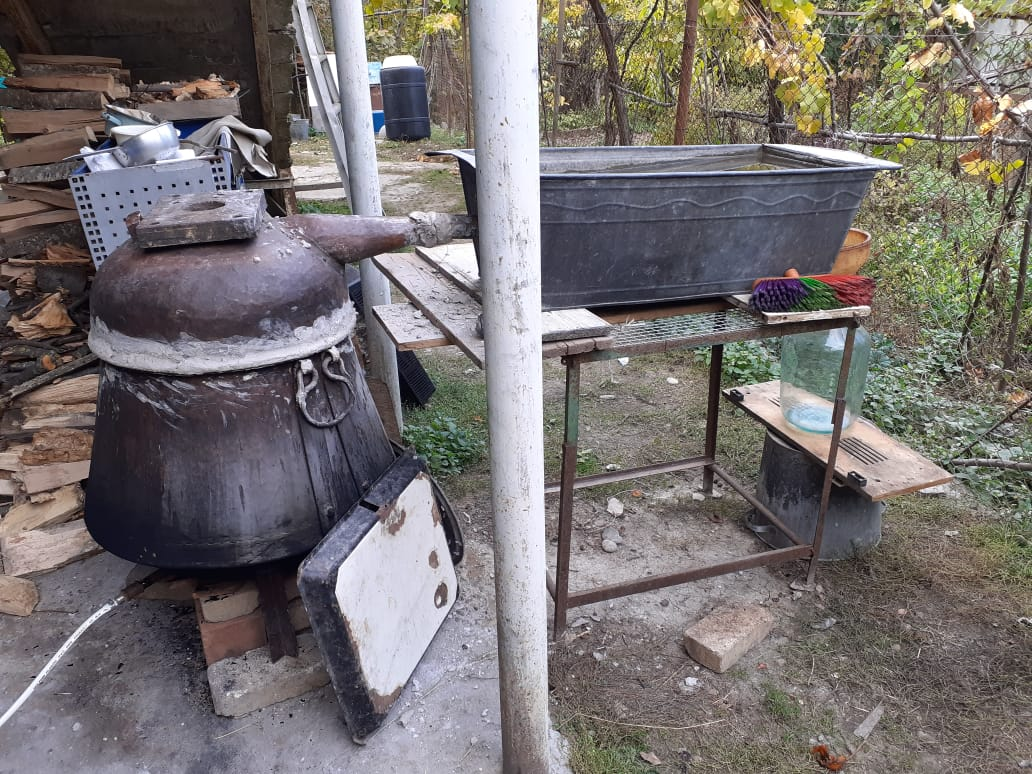
Fabrication privée de Tchatcha en Géorgie.

Le tchatcha est largement élaboré de façon artisanale (dans d’innombrables variations), mais aussi industrielle (uniquement à base de marc). Tout d'abord, les restes de raisin sont pressés, puis distillés plusieurs fois, tout en ajoutant un peu d'eau. L'alcool peut ensuite être mélangé à un ensemble de fruits, de miel et d'épices, dont des baies d'argousier.
Les cépages utilisés pour la production de tchatcha sont le saperavi, le mtsvane (en) ou le rkatsiteli.
Le tchatcha est aujourd'hui couramment produit par des distillateurs professionnels et la plupart des établissements vinicoles, qui l'incluent dans leur gamme de produits. Le procédé de fabrication produit une boisson à la teneur en alcool allant généralement de 40 à 60 %, mais pour les tchatchas les plus forts, elle peut atteindre 75 %.
L'un des tchatchas les plus célèbres est le « binekhi estragon », qui a reçu une médaille d'argent lors des Mundus Vini Awards de 2007.

## Utilisation

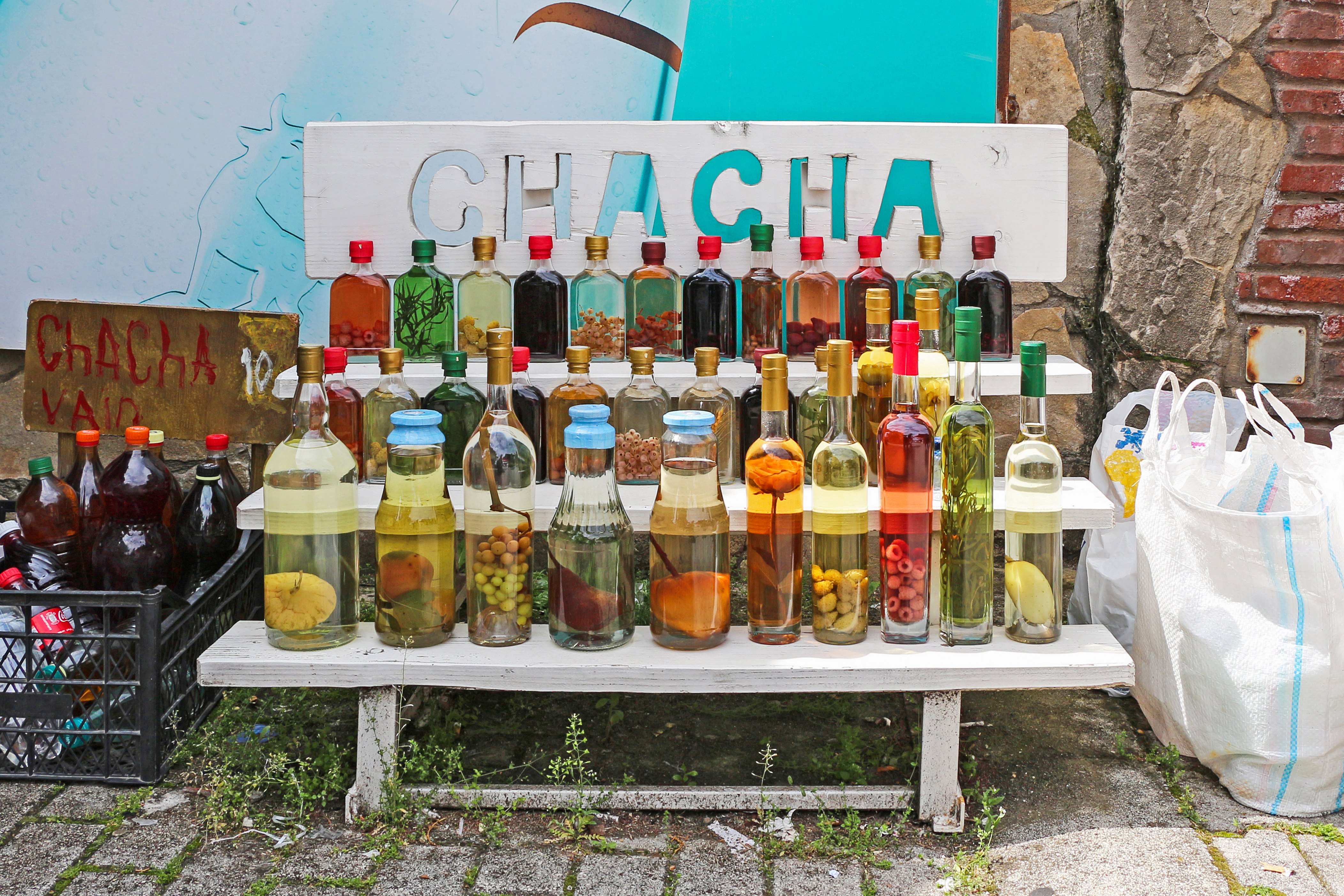
Présentoir de Tchatcha à Mtskheta.

À l'origine, le tchatcha est surtout utilisé pour ses propriétés médicinales et employé comme remède, parfois à titre préventif. Beaucoup de Géorgiens prétendent que le tchatcha a des propriétés médicinales et il est proposé comme remède contre un certain nombre d'afflictions, notamment les maux de tête, les insomnies, les infections, les problèmes de digestion, etc.
Progressivement, le tchatcha s'est intégré à la gastronomie géorgienne. Il est servi en de nombreuses occasions, notamment les cérémonies officielles, mais aussi aux invités en tant que symbole d'amitié. Généralement consommé frais, il est également utilisé dans certaines recettes culinaires. La boisson est désormais considérée comme l'alcool national de la Géorgie, faisant partie du patrimoine du pays.